# Acalolepta longiscapus
Acalolepta longiscapus är en skalbaggsart som först beskrevs av Charles Joseph Gahan 1894.  Acalolepta longiscapus ingår i släktet Acalolepta och familjen långhorningar.
Artens utbredningsområde är:
- Laos.
- Burma.

Inga underarter finns listade i Catalogue of Life.